# Robyn Decker
Robyn Elizabeth Decker (16 maggio 1987) è una calciatrice statunitense, difensore dell'Avaldsnes.

## Carriera

### Club
Robyn Elizabeth Decker si appassiona al gioco del calcio fin da giovanissima, iniziando l'attività sportiva a soli 5 anni.
Durante gli ultimi anni di studio frequenta la Fairfield University, a Fairfield, nel Connecticut, alternando il percorso universitario all'attività sportiva giocando nella formazione di calcio femminile delle Fairfield Stags, squadra iscritta alla Metro Atlantic Athletic Conference della NCAA Division I, dove rimarrà fino al 2008.
Durante il calciomercato invernale coglie l'occasione offertale per trasferirsi in Europa, giocando nel campionato svedese femminile di calcio, e rimanendo con varie squadre nel primo e secondo livello del campionato dal 2009 per le sette stagioni seguenti. Dopo aver giocato con Vittsjö GIK e Hovås Billdal, per la stagione 2014 veste la maglia del Jitex BK in Damallsvenskan, il livello di vertice svedese, dove però trova poco spazio avendo una sola presenza in campionato, per tornare nuovamente in Elitettan con l'Hovås Billdal l'anno successivo.
Prima dell'inizio della stagione di Damallsvenskan 2016 si trasferisce al neopromosso Kvarnsvedens IK con il quale riesce a raggiungere il nono posto e la conseguente salvezza, mentre il successivo campionato deve condividere con le compagne la retrocessione in Elitettan.
Esauriti gli impegni con la società di Borlänge, durante il calciomercato invernale 2017-2018 decide di trasferirsi in Italia sottoscrivendo un accordo con l'AGSM Verona per disputare con la maglia della società veronese la seconda parte della stagione 2017-2018. Fa il suo esordio in Serie A il 13 gennaio 2018, alla 10ª giornata, nell'incontro pareggiato 2-2 con le avversarie del Sassuolo. Rimane con la società veronese fino al termine della stagione, condividendo con le compagne il percorso che vede la squadra giungere ai quarti di finale di Coppa Italia, dove è la prima delle rigoriste designate per determinare il passaggio del turno contro il Tavagnacco, partita terminata sull'1-1 ai tempi regolamentari, rigore messo a segno, assieme a Riikka Hannula contro i tre delle avversarie, mentre in campionato, dove sigla una rete all'ultima giornata, arriva al settimo posto, 13 presenze per lei.
Concluso l'impegno italiano torna in Svezia, accasandosi con il Grand Bodø, con il quale gioca 15 incontri di campionato non riuscendo ad impedire la retrocessione in 1. divisjon.
Durante il successivo calciomercato invernale trova un accordo con l'Avaldsnes per giocare ancora in Toppserien per il campionato entrante.